# 皮德蒙特 (密蘇里州)
皮德蒙特（英語：Pidemont）是位於美國密蘇里州韋恩縣的城市。

## 人口
根據2020年美國人口普查的數據，皮德蒙特的面積為5.53平方千米，當中陸地面積為5.52平方千米，而水域面積為0.01平方千米。當地共有人口1897人，而人口密度為每平方千米343人。